# Basilique San Sossio Levita e Martire de Frattamaggiore
La basilique San Sossio Levita e Martire (anciennement église sainte-Marie des Anges) est une basilique italienne située dans la ville de Frattamaggiore, dans la province de Naples, en Campanie. Elle est le symbole historique et religieux de la ville.
À l'intérieur la dépouille de Sosie de Misène, patron de Frattamaggiore, San Sossio Baronia et Falvaterra et celle de saint Séverin du Norique.
La basilique est le siège du musée d'arts sacrés. Elle a été déclarée Monument national en 1902.
La construction de l'église remonte au Xe siècle dans le style roman sur lequel est basée sa forme originale.

## Sources
- (it) Cet article est partiellement ou en totalité issu de l’article de Wikipédia en italien intitulé « Basilica di San Sossio Levita e Martire » (voir la liste des auteurs).